# Stéphane Walczak
Stéphane Walczak est un footballeur français né le 30 juillet 1936 à Carvin et mort le 3 avril 2014 à Liévin. Il évolue au poste d'attaquant.
Son nom est parfois orthographié Walzack.

## Carrière
- 1954-1955 :  Lille OSC (D1) : 6 matchs, 0 but[2]
- 1955-1956 :  Lille OSC (D1) : 11 matchs, 3 buts
- 1956-1957 :  Lille OSC (D2) : 24 matchs, 6 buts
- 1957-1958 :  Lille OSC (D1) : 14 matchs, 6 buts
- 1958-1959 :  Lille OSC (D1) : 21 matchs, 2 buts
- 1959-1960 :  Lille OSC (D2) : 35 matchs, 7 buts
- 1960-1961 :  Lille OSC (D2) : 22 matchs, 1 but
- 1961-1962 :  FC Metz (D1) : 29 matchs, 8 buts
- 1962-1963 :  FC Metz (D2) : 24 matchs, 6 buts

## Palmarès
- Vainqueur de la Coupe de France avec le Lille OSC en 1955